# Ariane (pomme)
Pour les articles homonymes, voir Ariane.

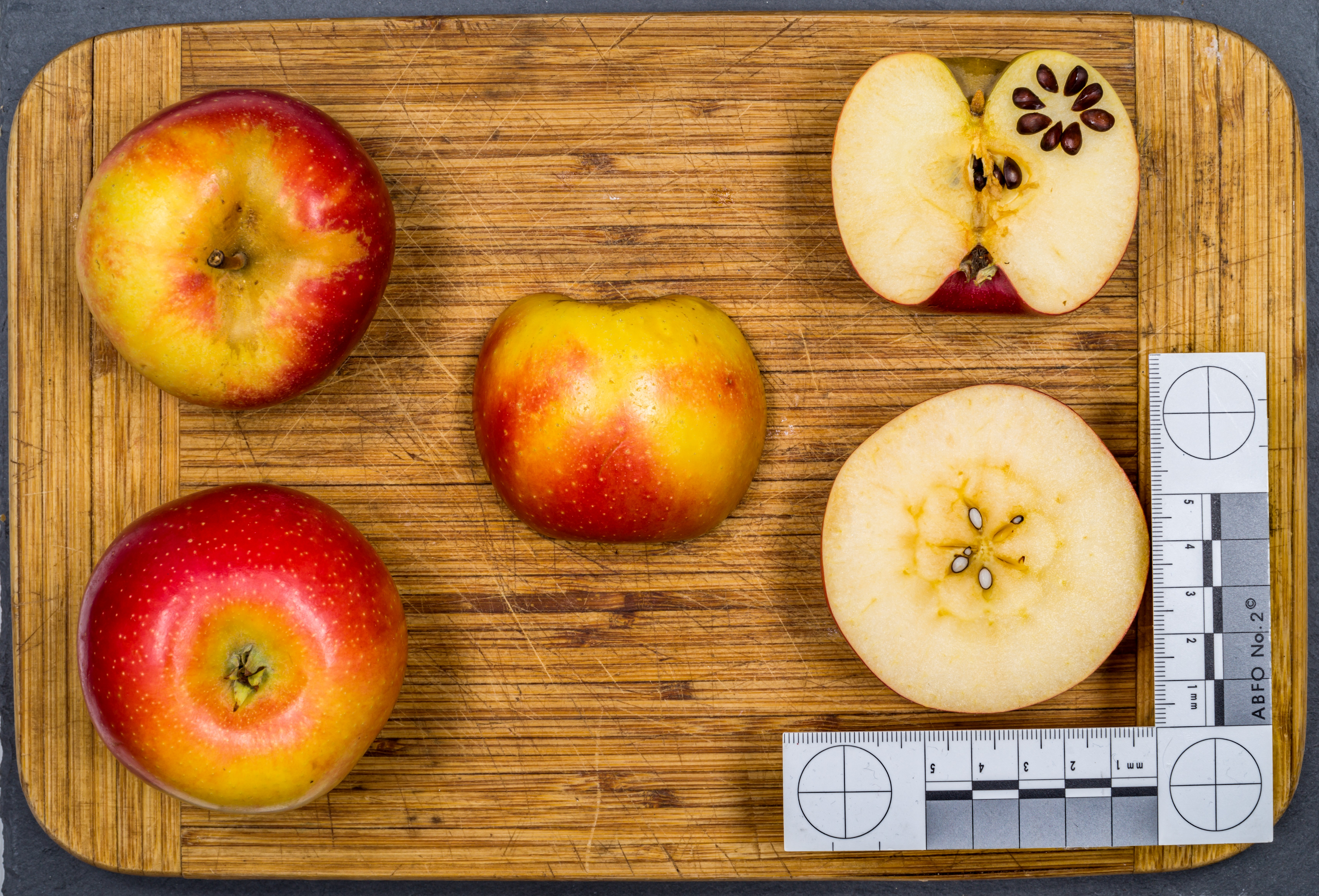
Pomme Ariane

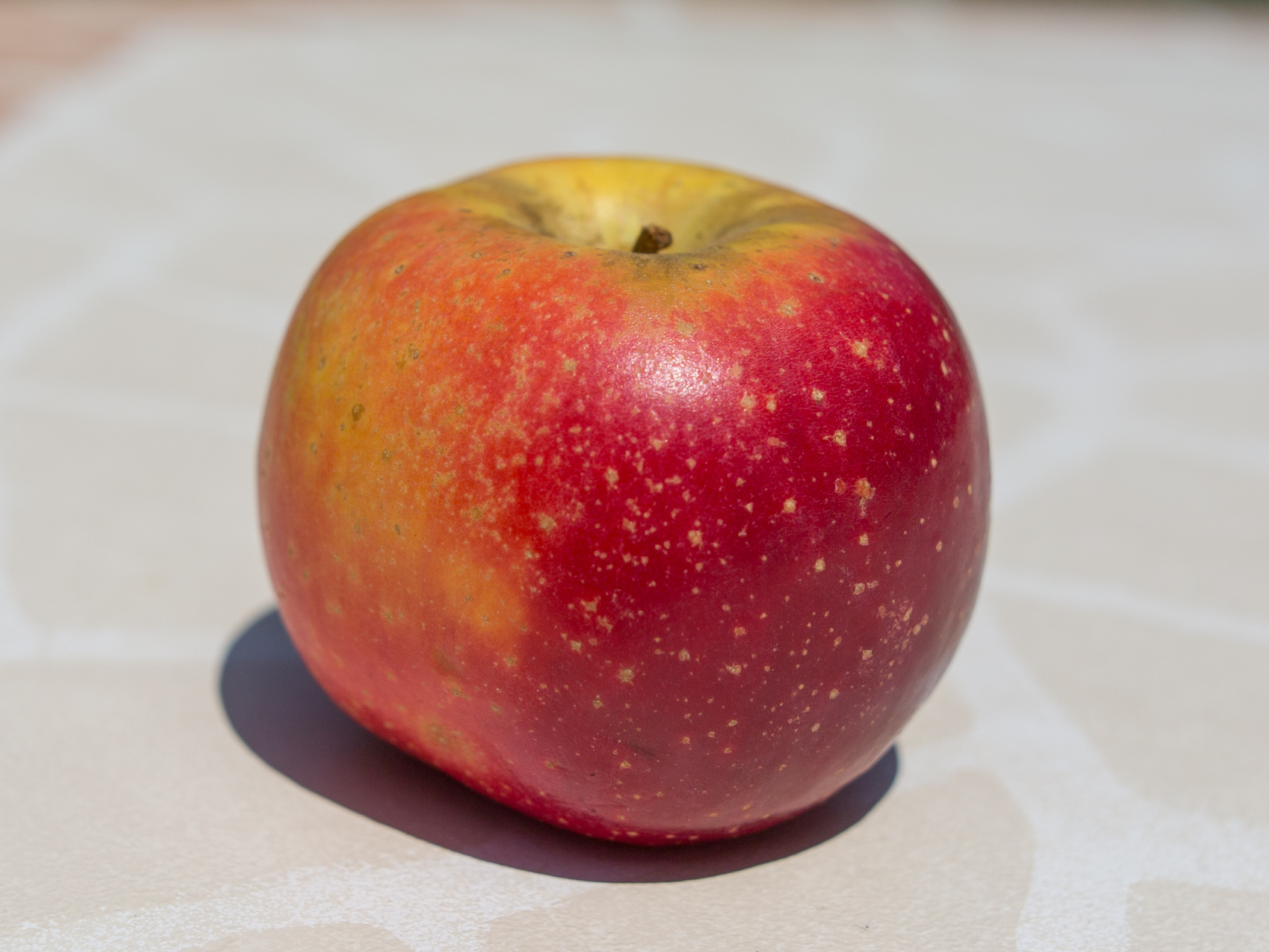
La robe est dorée maculée de rouge.

Ariane est le nom commercial d'un cultivar de pomme créé par l'INRA en 1979. Son nom est lié à son année de création, 1979, la même année que le vol inaugural de la première fusée Ariane.

## Droits
Ariane est une variété enregistrée par l'Union Européenne :
- numéro de référence : 13108 ;
- date d'application : 20 février 2003.

## Description
Ariane est une pomme de petit calibre, de couleur rouge, croquante, juteuse, acide et sucrée.
Sa résistance aux races communes de tavelure du pommier en fait une variété idéale pour les petits jardins familiaux (gènes Vf et Vg).

## Parenté
Ariane est le fruit de croisements multiples.
Parmi ses grands-parents on trouve : Florina, Prima et Golden Delicious.

## Pollinisation
- variété diploïde.
- Floraison: mi-précoce de longue durée
- Pollinisateurs: Santana, Gala, Goldrush[2].

## Culture
Variété sujette à l'alternance.
Maladies: Ariane nécessite très peu de pesticides car elle est génétiquement résistante aux races communes de tavelure du pommier (gènes Vf et Vg). Il existait déjà des espèces résistantes à la tavelure telles que la "Alfred Jolibois", la Belle fleur jaune, la reinette franche ou la reinette de Flandre mais ces pommes ont d'autres défauts d'aspect (couleur, forme) qui les rendent inexploitables à grande échelle.

## Production
En 2005, la pomme Ariane est inscrite au catalogue officiel des espèces et variétés, ouvrant la voie à sa commercialisation.
En 2009, la culture de pommes Ariane a concerné 250 producteurs environ, sur une superficie de 520 hectares de vergers. Sa production a atteint 14 000 tonnes en 2009, en hausse de 2 000 tonnes par rapport à 2008.
La pomme Ariane est chère à produire. En 2006, un jeune arbre coûtait 12,50 euros, soit 30 % de plus qu'une variété normale. Sa culture exige beaucoup de main-d'œuvre les trois premières années, car l'arbre doit être taillé à plusieurs reprises pour laisser entrer la lumière qui donne aux fruits leur ton carmin caractéristique. Seuls 70 à 80 % des fruits récoltés sont commercialisés en tant que tels, le reste est transformé en compote ou en jus de pomme industriel. En 2005, les producteurs ont touché 25 centimes d'euro par kilogramme de fruits, vendu 2 euros en magasins.
Suivant le calibre, le détaillant l'achète entre 1 et 1,30 euro le kilogramme au metteur en marché et la revend entre 2 et 3 euros le kilogramme.
Ariane demande beaucoup de temps de main-d’œuvre en agriculture intensive. Cela pose moins problème aux horticulteurs amateurs qui disposent, avec cette variété, de pommiers nécessitant très peu de traitements fongiques.

## Des années d'hybridation

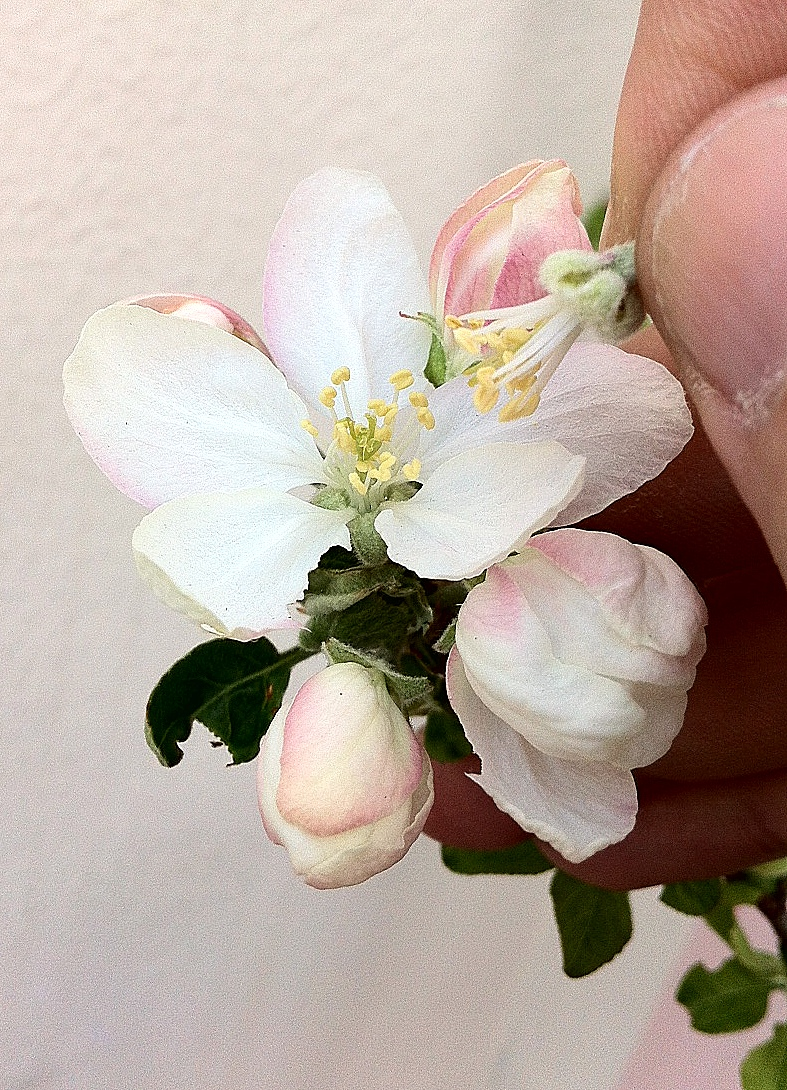
La pollinisation artificielle permet de créer des hybrides ayant des qualités spécifiques héritées des deux parents choisis par l'hybrideur.

La pomme Ariane, ou plutôt l'hybride X6407 est le fruit de presque 60 ans d'hybridation.
En 1943, à l'université de l'Illinois, le docteur Hough croise le Malus floribunda, une espèce de pommier résistant aux races communes de la tavelure du pommier mais produisant de petits fruits immangeables, avec de la Rome Beauty, une variété de pomme commerciale.
À partir de 1979 et pendant 23 ans, Yves Lespinasse, de l'INRA, croise d'autres variétés telles que Jonathan, Prima, Golden Delicious avec ce premier croisement pour améliorer ses qualités gustatives et visuelles.

## Marketing
Comme pour la Pink Lady, la Tentation, la honey crunch, la cameo, Ariane bénéficie d'un marketing important et d'un sticker d'identification. Son lancement a été parrainé par Alain Baraton, le jardinier en chef de Versailles.
Depuis 2007, le pommier Ariane est disponible à la vente en jardinerie.